# Middleton (Northumberland)
Pour les articles homonymes, voir Middleton.
Middleton est une paroisse civile et un village du Northumberland, en Angleterre. La population de la paroisse civile au recensement de 2011 était de 115 habitants.